# Список глав Швейцарии
В списке представлены главы государства Швейцарии со времени провозглашения 12 апреля 1798 года Единой и нераздельной Гельветической республики, пришедшей на смену Союзу 13 земель в условиях французского вторжения. Её создание стало первой попыткой установления центральной власти в Швейцарии, состоявшей прежде из самостоятельных кантонов, объединённых конфедеративным союзом без формирования совместных органов управления; кроме 13 полноправных членов, он объединял союзные земли (заключившие договор с одним или несколькими кантонами) и земли в кантональном владении (как правило, в совместном владении нескольких кантонов), — таким образом территориально почти соответствуя границам современной Швейцарии.
С 1848 года коллективным главой государства Швейцарии (нем. die Schweiz, фр. Suisse, итал. Svizzera, романш. Svizra), официально — Швейцарская Конфедерация (лат. Confoederatio Helvetica, нем. Schweizerische Eidgenossenschaft, фр. Confédération suisse, итал. Confederazione Svizzera, романш. Confederaziun svizra), состоящей из 20 кантонов и 6 полукантонов федеративной республики с федеральными властями в Берне является Федеральный совет Швейцарии, состоящий из 7 глав федеральных департаментов. Президент Конфедерации (или федеральный президент, нем. Bundespräsident, фр. Président de la Confédération, итал. Presidente della Confederazione, романш. President da la Confederaziun), избираемый на календарный год Федеральным собранием из состава Федерального совета Швейцарии, остаётся первым среди равных и не имеет власти над остальными шестью членами Совета. Он председательствует на заседаниях Федерального совета (с решающим голосом при равенстве голосов) и выполняет представительские функции, которые в других странах являются прерогативой главы государства.
В стране официально используются 4 языка: с 1798 года немецкий (в обиходе — его швейцарский вариант) и французский языки, с 1803 года — итальянский язык, с 1938 года — романшский язык. В соответствии с этим иноязычные имена и наименования показаны на языках, имевших официальный статус в соответствующем периоде.

## Гельветическая Республика (1798—1803)
Единая и нераздельная Гельветическая республика (нем. Eine und Unteilbare Helvetische Republik, фр. République Helvétique une et indivisible) была провозглашена 12 апреля 1798 года в условиях французского вторжения на созванном 28 марта 1798 года комиссаром французской Исполнительной директории Франсуа-Филибером Лекарье в Арау собрании представителей 10 кантонов, с принятием конституции, воспринявшей основные положения Конституции III года Французской Республики.

### Исполнительная директория (1798—1800)

Карта кантонов по конституции 1798 года

Первоначально исполнительная власть в республике была предоставлена состоящей из 5 членов Исполнительной директории (нем. Vollziehungsdirektorium / Vollziehendes Direktorium, фр. Directoire Exécutif), с возложением на них ответственности за проведение в жизнь законов (без права законодательной инициативы) и внутреннюю безопасность, назначение и смещение высших офицеров армии, министров, послов и префектов, а равно председателя, публичного обвинителя и секретаря Верховного Суда. Право избрания членом директории (нем. Mitglied des Vollziehungsdirektoriums / Mitglied des vollziehenden Direktoriums, фр. Membre du Directoire Exécutif) было ограничено цензом: кандидат должен был быть старше 40 лет, женат или вдов. Выборы проводились по сложной процедуре: изначально определённая жребием одна из палат парламента (Сенат либо Большой совет) формировала список из пяти кандидатов, а другая избирала из них одного директора (процедура была проведена пятикратно); затем ежегодно по жребию один из директоров подлежал отставке и замещению новым лицом по аналогичной процедуре (в большинстве случаев полномочия прекращались досрочно). В январе 1800 года парламент распустил директорию, заменив её Исполнительной комиссией из семи человек.
Обычно указываемые в качестве главы государства лица, занимавшие не предусмотренный конституцией и замещаемый по жребию пост Председателя Исполнительной директории (нем. Präsident des Vollziehungsdirektoriums / Präsident des vollziehenden Direktoriums, фр. Président du Directoire Exécutif), в основном организовывали её заседания и осуществляли от её имени переписку. Предусматривалась их ротация каждые 73 дня, однако в действительности полномочия составляли от одного до двух месяцев.
| Портрет        | Имя (годы жизни) | Полномочия члена | Полномочия члена | Полномочия председателя | Полномочия председателя | Пр.           |
| Портрет        | Имя (годы жизни) | Начало           | Окончание        | Начало                  | Окончание               | Пр.           |
| -------------- | --- | ---------------- | ---------------- | ----------------------- | ----------------------- | ------------- |
|                | Урс Виктор Оберлин (1747—1818) нем. и фр. Urs Viktor Oberlin                                                                       | 21 апреля 1798   | 7 января 1800    | 1 июня 1798             | 1 июля 1798             | [ 15 ]        |
| 22 ноября 1798 | Урс Виктор Оберлин (1747—1818) нем. и фр. Urs Viktor Oberlin                                                                       | 21 апреля 1798   | 7 января 1800    | 12 января 1799          |                         | [ 15 ]        |
|                | Давид Людвиг Бай (1749—1832) нем. и фр. David Ludwig Bay                                                                           | 21 апреля 1798   | 19 июня 1798     | не председательствовал  | не председательствовал  | [ 16 ] [ 17 ] |
| 30 января 1799 | Давид Людвиг Бай (1749—1832) нем. и фр. David Ludwig Bay                                                                           | 24 июня 1799     | 6 марта 1799     | 26 апреля 1799          |                         | [ 16 ] [ 17 ] |
|                | Альфонс Пфайфер (1753—1822) нем. и фр. Alphons Pfyffer                                                                             | 21 апреля 1798   | 19 июня 1798     | не председательствовал  | не председательствовал  | [ 18 ] [ 19 ] |
|                | Жан-Люк Легран (1755—1836) фр. Jean-Luc Legrand нем. Johann Lukas Legrand                                                          | 22 апреля 1798   | 29 января 1799   | 22 апреля 1798          | 31 мая 1798             | [ 20 ] [ 21 ] |
|                | Пьер-Морис Глейр (1743—1819) фр. Pierre-Maurice Glayre нем. Moritz Glayre                                                          | 29 апреля 1798   | 9 мая 1799       | 2 июля 1798             | 31 июля 1798            | [ 22 ] [ 23 ] |
| 13 января 1799 | Пьер-Морис Глейр (1743—1819) фр. Pierre-Maurice Glayre нем. Moritz Glayre                                                          | 29 апреля 1798   | 9 мая 1799       | 5 марта 1799            |                         | [ 22 ] [ 23 ] |
|                | Петер Окс (1752—1821) нем. Peter Ochs фр. Pierre Ochs                                                                              | 21 июня 1798     | 25 июня 1798     | не председательствовал  | не председательствовал  | [ 20 ] [ 24 ] |
| 3 июля 1798    | Петер Окс (1752—1821) нем. Peter Ochs фр. Pierre Ochs                                                                              | 26 июля 1799     | 1 сентября 1798  | 30 сентября 1798        |                         | [ 20 ] [ 24 ] |
| 3 июля 1798    | Петер Окс (1752—1821) нем. Peter Ochs фр. Pierre Ochs                                                                              | 26 июля 1799     | 27 апреля 1799   | 23 июня 1799            |                         | [ 20 ] [ 24 ] |
|                | Иоганн Рудольф Дольдер (1753—1807) нем. и фр. Johann Rudolf Dolder                                                                 | 21 июня 1798     | 25 июня 1798     | не председательствовал  | не председательствовал  | [ 25 ] [ 26 ] |
| 10 мая 1799    | Иоганн Рудольф Дольдер (1753—1807) нем. и фр. Johann Rudolf Dolder                                                                 | 7 января 1800    | 18 ноября 1799   | 7 января 1800           |                         | [ 25 ] [ 26 ] |
|                | Фредерик-Сезар Лагарп (1754—1838) фр. и нем. Frédéric-César Laharpe урожд. Фредерик-Сезар де Ла Арп фр. Frédéric-César de La Harpe | 23 июля 1798     | 7 января 1800    | 1 августа 1798          | 31 августа 1798         | [ 27 ] [ 28 ] |
| 1 октября 1798 | Фредерик-Сезар Лагарп (1754—1838) фр. и нем. Frédéric-César Laharpe урожд. Фредерик-Сезар де Ла Арп фр. Frédéric-César de La Harpe | 23 июля 1798     | 7 января 1800    | 21 ноября 1798          |                         | [ 27 ] [ 28 ] |
| 24 июня 1799   | Фредерик-Сезар Лагарп (1754—1838) фр. и нем. Frédéric-César Laharpe урожд. Фредерик-Сезар де Ла Арп фр. Frédéric-César de La Harpe | 23 июля 1798     | 7 января 1800    | 4 сентября 1799         |                         | [ 27 ] [ 28 ] |
|                | Франсуа-Пьер Савари (1750—1821) фр. François-Pierre Savary нем. Franz Peter Savary                                                 | 29 июня 1799     | 7 января 1800    | 5 сентября 1799         | 17 ноября 1799          | [ 29 ]        |
|                | Габриэль Абрам Самуэль Жан Луи Секретан (1758—1839) фр. Gabriel Abraam Samuel Jean Louis Secretan нем. Louis Secretan              | 30 июня 1799     | 7 января 1800    | не председательствовал  | не председательствовал  | [ 30 ]        |

### Конституционный переворот (1800)
Резолюции, принятые Сенатом и Большим советом 7 января 1800 года (и ставшие законом в тот же день), распустили Исполнительную директорию и передали исполнительную власть двум её бывшим членам: Иоганну Дольдеру и Франсуа-Пьеру Савари, которые проводили заседания в качестве исполнительной власти (фр. Pouvoir Exécutif, нем. Vollziehende Gewalt), иногда именуясь исполнительной комиссией (фр. Commission Executive, нем. Vollziehungsausschuss) 7, 8, 9, 10 и 11 января 1800 года. Дольдер председательствовал на этих заседаниях 9, 10 и 11 января 1800 года, но информация о его назначении главой этого органа отсутствует.
| Портрет | Имя (годы жизни)                                                                   | Полномочия    | Полномочия     | Наименование должности                                                                           | Пр.           |
| Портрет | Имя (годы жизни)                                                                   | Начало        | Окончание      | Наименование должности                                                                           | Пр.           |
| ------- | ---------------------------------------------------------------------------------- | ------------- | -------------- | ------------------------------------------------------------------------------------------------ | ------------- |
|         | Иоганн Рудольф Дольдер (1753—1807) нем. и фр. Johann Rudolf Dolder                 | 7 января 1800 | 11 января 1800 | Член Исполнительной власти нем. Mitglied der vollziehenden Gewalt фр. Membre du Pouvoir Exécutif | [ 25 ] [ 26 ] |
|         | Франсуа-Пьер Савари (1750—1821) фр. François-Pierre Savary нем. Franz Peter Savary | 7 января 1800 | 11 января 1800 | Член Исполнительной власти нем. Mitglied der vollziehenden Gewalt фр. Membre du Pouvoir Exécutif | [ 29 ]        |

### Исполнительная комиссия (1800)
Раздираемый внутренней напряженностью и соперничеством конституционный институт Исполнительной директории был ликвидирован под влиянием переворота 18 брюмера, установившего во Франции возглавляемый Наполеоном Бонапартом консулат. Резолюции, принятые Сенатом и Большим советом 7 января 1800 года (и ставшие законом в тот же день), распустили её, постановив создать временную Исполнительную комиссию (нем. Vollziehungsausschuss, фр. Commission exécutive) из семи человек.
Показанное начало срока полномочий составивших комиссию лиц соответствует дате, когда избранный член (нем. Mitglied des Vollziehungsausschuss, фр. Membre de la Commission exécutive) приступил к исполнению своих обязанностей на сессии Комиссии. Исполнительная комиссия являлась коллегиальным органом. Статус обычно указываемых в качестве главы государства лиц, занимавших пост Председателя Исполнительной комиссии (нем. Präsident des Vollziehungsausschusses, фр. Président de la Commission exécutive), не ясен.
| Портрет | Имя (годы жизни)                                                                               | Полномочия члена                 | Полномочия члена | Полномочия председателя | Полномочия председателя | Пр.           |
| Портрет | Имя (годы жизни)                                                                               | Начало                           | Окончание        | Начало                  | Окончание               | Пр.           |
| ------- | ---------------------------------------------------------------------------------------------- | -------------------------------- | ---------------- | ----------------------- | ----------------------- | ------------- |
|         | Иоганн Рудольф Дольдер (1753—1807) нем. и фр. Johann Rudolf Dolder                             | 12 января 1800                   | 8 августа 1800   | 12 января 1800          | 27 мая 1800             | [ 25 ] [ 26 ] |
|         | Карл Альбрехт Фришинг (1734—1801) нем. Karl Albrecht von Frisching фр. Karl Albrecht Frisching | 12 января 1800                   | 8 августа 1800   | 28 мая 1800             | 25 июня 1800            | [ 34 ] [ 35 ] |
|         | Франсуа-Пьер Савари (1750—1821) фр. François-Pierre Savary нем. Franz Peter Savary             | 12 января 1800                   | 8 августа 1800   | 26 июня 1800            | 23 июля 1800            | [ 29 ]        |
|         | Иоганн Конрад Финслер (1765—1839) нем. и фр. Johann Konrad Finsler                             | 12 января 1800                   | 8 августа 1800   | 24 июля 1800            | 8 августа 1800          | [ 36 ] [ 37 ] |
|         | Пьер-Морис Глейр (1743—1819) фр. Pierre-Maurice Glayre нем. Moritz Glayre                      | 16 января 1800                   | 8 августа 1800   | не председательствовал  | не председательствовал  | [ 22 ] [ 23 ] |
|         | Карл Генрих Гшвенд (1736—1809) нем. и фр. Karl Heinrich Gschwend                               | между 20 января и 4 февраля 1800 | 8 августа 1800   | не председательствовал  | не председательствовал  | [ 38 ]        |
|         | Никлаус Иоганн Дюрлер (1743—1801) нем. и фр. Niklaus Johann Dürler                             | 4 февраля 1800                   | 8 августа 1800   | не председательствовал  | не председательствовал  | [ 39 ]        |

### Исполнительный совет (1800—1801)
После январского государственного переворота приоритетным в работе Исполнительной комиссии и обеих палат парламента республики был вопрос пересмотра её конституции. Разнообразные конституционные проекты не преодолели разногласия парламентариев, и 7 августа 1800 года Исполнительная комиссия при поддержке Франции принудила Сенат и Большой совет самораспуститься, введя временный порядок, предусматривающий формирование Законодательного совета (фр. Conseil législatif, нем. Gesetzgebender Rat), которому надлежало избирать Исполнительный совет (фр. Conseil exécutif, нем. Vollziehungsrat).
Члены Исполнительного совета были выбраны 8 августа 1800 года. Первое официальное заседание (в неполном составе), на котором Совет принял резолюцию, провозглашающую своё создание и избрал своего председателя, состоялось на следующий день. Показанное начало срока полномочий составивших Совет лиц соответствует дате, когда избранный член (нем. Mitglied des Vollziehungsrates, фр. Membre du Conseil exécutif) приступил к исполнению своих обязанностей на сессии Совета. Исполнительный совет являлся коллегиальным органом. Статус обычно указываемых в качестве главы государства лиц, занимавших пост Председателя Исполнительного совета (нем. Präsident des Vollziehungsrates, фр. Président du Conseil exécutif), не ясен.
Обе противостоящие политические силы республики, федералисты и унитарии, пытались опереться на Францию. 29 Апреля 1801 года в усадьбе Мальмезон, резиденции первого консула Наполеона Бонапарта, их представители предложили ему конституционный проект, однако после переговоров тот вручил 9 мая посланникам самостоятельно разработанную конституцию, подлежащую передаче правительству в качестве ультиматума. Конституция Мальмезона подтверждала единство Гельветической республики, но придавала ей федеративную структуру, с правом кантонов составлять внутренние конституции. Центральная власть включала представляющий кантоны Тагзатцунг и избираемый им Сенат из 25 членов, возглавляемый двумя ландаманнами (нем. Landammann, фр. Landamman) и осуществляющий законодательную и исполнительную власть. Законодательный совет 29 мая 1801 года был вынужден одобрить мальмезонский проект и провести летом кантональные и республиканские выборы. Получившие в тагзатцунге почти две трети мест унитаристы с началом его работы 7 сентября 1801 года приступили к новому пересмотру конституции, в ответ федералисты при поддержке французского посланника совершили переворот, распустив татзатцунг, Законодательный и Исполнительный советы, передав власть Дольдеру и Савари и признав недействительными все конституционные поправки. Предусмотренный конституцией Сенат был почти полностью составлен из федералистов, его ландаманнами были избраны Алоис Рединг и Иоганн Рудольф фон Фришинг.
| Портрет        | Имя (годы жизни)                                                                               | Полномочия члена | Полномочия члена | Полномочия председателя | Полномочия председателя | Пр.           |
| Портрет        | Имя (годы жизни)                                                                               | Начало           | Окончание        | Начало                  | Окончание               | Пр.           |
| -------------- | ---------------------------------------------------------------------------------------------- | ---------------- | ---------------- | ----------------------- | ----------------------- | ------------- |
|                | Карл Альбрехт Фришинг (1734—1801) нем. Karl Albrecht von Frisching фр. Karl Albrecht Frisching | 9 августа 1800   | 24 октября 1801  | 9 августа 1800          | 30 сентября 1800        | [ 34 ] [ 35 ] |
| 1 марта 1801   | Карл Альбрехт Фришинг (1734—1801) нем. Karl Albrecht von Frisching фр. Karl Albrecht Frisching | 9 августа 1800   | 24 октября 1801  | 31 марта 1801           |                         | [ 34 ] [ 35 ] |
|                | Иоганн Рудольф Дольдер (1753—1807) нем. и фр. Johann Rudolf Dolder                             | 9 августа 1800   | 27 октября 1801  | 1 октября 1800          | 31 октября 1800         | [ 25 ] [ 26 ] |
| 1 апреля 1801  | Иоганн Рудольф Дольдер (1753—1807) нем. и фр. Johann Rudolf Dolder                             | 9 августа 1800   | 27 октября 1801  | 30 апреля 1801          |                         | [ 25 ] [ 26 ] |
| 1 октября 1801 | Иоганн Рудольф Дольдер (1753—1807) нем. и фр. Johann Rudolf Dolder                             | 9 августа 1800   | 27 октября 1801  | 27 октября 1801         |                         | [ 25 ] [ 26 ] |
|                | Карл Фридрих Циммерман (1765—1823) нем. и фр. Karl Friedrich Zimmermann                        | 9 августа 1800   | 27 октября 1801  | 1 ноября 1800           | 30 ноября 1800          | [ 46 ] [ 47 ] |
| 1 мая 1801     | Карл Фридрих Циммерман (1765—1823) нем. и фр. Karl Friedrich Zimmermann                        | 9 августа 1800   | 27 октября 1801  | 31 мая 1801             |                         | [ 46 ] [ 47 ] |
|                | Франсуа-Пьер Савари (1750—1821) фр. François-Pierre Savary нем. Franz Peter Savary             | 9 августа 1800   | 27 октября 1801  | 1 февраля 1801          | 28 февраля 1801         | [ 29 ]        |
| 1 июня 1801    | Франсуа-Пьер Савари (1750—1821) фр. François-Pierre Savary нем. Franz Peter Savary             | 9 августа 1800   | 27 октября 1801  | 30 июня 1801            |                         | [ 29 ]        |
|                | Пьер-Морис Глейр (1743—1819) фр. Pierre-Maurice Glayre нем. Moritz Glayre                      | 14 августа 1800  | 11 октября 1800  | не председательствовал  | не председательствовал  | [ 22 ] [ 23 ] |
|                | Георг Винценц Йост Людвиг Рюттиманн (1769—1844) нем. и фр. Georg Vinzenz Jost Ludwig Rüttimann | 14 августа 1800  | 27 октября 1801  | 1 января 1801           | 31 января 1801          | [ 48 ] [ 49 ] |
| 1 августа 1801 | Георг Винценц Йост Людвиг Рюттиманн (1769—1844) нем. и фр. Georg Vinzenz Jost Ludwig Rüttimann | 14 августа 1800  | 27 октября 1801  | 31 августа 1801         |                         | [ 48 ] [ 49 ] |
|                | Иоганн Якоб Шмид (1765—1828) нем. и фр. Johann Jakob Schmid                                    | 16 августа 1800  | 27 октября 1801  | 1 декабря 1800          | 31 декабря 1800         | [ 50 ]        |
| 1 июля 1801    | Иоганн Якоб Шмид (1765—1828) нем. и фр. Johann Jakob Schmid                                    | 16 августа 1800  | 27 октября 1801  | 31 июля 1801            |                         | [ 50 ]        |
|                | Пауль Устери (1768—1831) нем. и фр. Paul Usteri                                                | 30 июля 1801     | 27 октября 1801  | 1 сентября 1801         | 30 сентября 1801        | [ 51 ] [ 52 ] |

### Органы исполнительной власти (1801—1803)

Карта кантонов по конституции мая 1802 г.

В результате осуществлённого 27 октября 1801 года федералистами при поддержке французского посланника переворота были распущены Тагзатцунг, Законодательный и Исполнительный советы, а власть постановлением прекращающего работу Законодательного совета передана Иоганну Дольдеру и Франсуа-Пьеру Савари. Предусмотренный навязанной первым консулом Наполеоном Бонапартом конституцией Сенат был почти полностью составлен из федералистов, возглавляющими его ландаманнами были избраны Алоис Рединг (первый ландамман, нем. Erster Landammann, фр. Premier Landamman) и Иоганн Рудольф фон Фришинг (второй ландамман, нем. Zweiter Landammann, фр. Deuxième Landamman). 2 ноября 1801 года Сенат доизбрал в коллегиальный орган исполнительной власти (нем. Vollziehende Gewalt, фр. Pouvoir exécutif) Давида Людвига Бая и Виктора де Соссюра, однако 22 ноября распустил его, сосредоточив у себя полноту исполнительных полномочий, — в лице ландамманов, поставленных во главе Малого совета (нем. Kleinen Rats, фр. Petit Conseil). Реддинг, предпринявший поездку для встречи с Наполеоном, не смог добиться безоговорочной поддержки: ответной нотой первый консул назвал условием признания властей Гельветической республики включение унитариев в состав Сената и Малого совета. На основе этого соглашения Сенат утвердил 27 февраля 1802 года новую конституцию, однако 17 апреля 1802 года унитариями был совершён переворот, в результате которого был распущен Сенат и отстранён Реддинг. Возглавивший правительство в качестве штатгальтера (наместника, нем. и фр. Statthalter) унитарий Винценц Рюттиманн обеспечил созыв 30 апреля Собрания знати (представителей высшего сословия, нем. Versammlung aus Notablen, фр. Assemblée de notables), которое 20 мая 1802 года представило кантонам проект новой конституции. Её обсуждение стало первым всенародным голосованием швейцарцев, по результатам которого Малый совет 2 июля 1802 года объявил проект конституционным законом. Собравшийся Сенат назначил 5 июля ландамманом федералиста Дольдера, а двумя штатгальтерами (его заместителями) — унитариев.
Курсивом на сером цвете показаны даты начала и окончания временного замещения первого ландаммана (в связи с его поездкой во Францию) вторым ландамманом.
| Портрет | Имя (годы жизни)                                                                                         | Полномочия      | Полномочия     | Наименование должности                                                                           | Пр.           |
| Портрет | Имя (годы жизни)                                                                                         | Начало          | Окончание      | Наименование должности                                                                           | Пр.           |
| ------- | --- | --------------- | -------------- | ------------------------------------------------------------------------------------------------ | ------------- |
|         | Иоганн Рудольф Дольдер (1753—1807) нем. и фр. Johann Rudolf Dolder                                       | 27 октября 1801 | 22 ноября 1801 | Член Исполнительной власти нем. Mitglied der vollziehenden Gewalt фр. Membre du Pouvoir exécutif | [ 25 ] [ 26 ] |
|         | Франсуа-Пьер Савари (1750—1821) фр. François-Pierre Savary нем. Franz Peter Savary                       | 27 октября 1801 | 22 ноября 1801 | Член Исполнительной власти нем. Mitglied der vollziehenden Gewalt фр. Membre du Pouvoir exécutif | [ 29 ]        |
|         | Давид Людвиг Бай (1749—1832) нем. и фр. David Ludwig Bay                                                 | 2 ноября 1801   | 22 ноября 1801 | Член Исполнительной власти нем. Mitglied der vollziehenden Gewalt фр. Membre du Pouvoir exécutif | [ 16 ] [ 17 ] |
|         | Виктор де Соссюр (?—?) нем. и фр. Victor de Saussure                                                     | 2 ноября 1801   | 22 ноября 1801 | Член Исполнительной власти нем. Mitglied der vollziehenden Gewalt фр. Membre du Pouvoir exécutif | [ 53 ]        |
|         | Алоис Йозеф Фридолин Рединг фон Биберегг (1765—1818) нем. и фр. Alois Josef Fridolin Reding von Biberegg | 22 ноября 1801  | 20 апреля 1802 | Ландамман нем. Landammann фр. Landamman                                                          | [ 43 ] [ 55 ] |
|         | Иоганн Рудольф фон Фришинг (1761—1838) нем. и фр. Johann Rudolf von Frisching                            | 30 ноября 1801  | 17 января 1802 | Ландамман нем. Landammann фр. Landamman                                                          | [ 44 ]        |
|         | Георг Винценц Йост Людвиг Рюттиманн (1769—1844) нем. и фр. Georg Vinzenz Jost Ludwig Rüttimann           | 20 апреля 1802  | 5 июля 1802    | Штатгальтер нем. и фр. Statthalter                                                               | [ 48 ] [ 49 ] |
|         | Иоганн Рудольф Дольдер (1753—1807) нем. и фр. Johann Rudolf Dolder                                       | 5 июля 1802     | 10 марта 1803  | Ландамман нем. Landammann фр. Landamman                                                          | [ 25 ] [ 26 ] |

## Акт посредничества (1803—1814)
После формирования в июле 1802 года центральных органов власти Гельветической республики на новой конституционной основе, из страны были выведены французские войска. Начавшаяся разработка кантонами своих конституций вновь привела к повсеместному гражданскому противостоянию, восстаниям федералистов (названных вилочная война, нем. Stecklikrieg), отложению кантонов от центральных властей и распаду некоторых из них на общинные республики. 19 сентября 1802 года после подхода повстанческой армии к Берну правительство эвакуировалось в Лозанну, обратившись за помощью к Франции как конституционному гаранту. 30 сентября в Швице делегаты от большинства кантонов провозгласили создание нового союза на основе кантонального суверенитета и обратились к великим державам за признанием. В тот же день первый консул Французской Республики Наполеон Бонапарт обнародовал воззвание к швейцарскому народу, объявив о своём посредничестве в гражданской войне. С началом ввода французских войск восставшие кантоны распустили свой съезд и согласились направить делегатов в Париж. В политических консультациях, открывшихся 10 декабря 1802 года в Сен-Клу, за основу которых был взят аналогичный процесс, проходивший в Цизальпинской республике в декабре 1801 — январе 1802 гг., участвовали 3 делегата Сената и около 70 представителей различных сил. Окончательную редакцию разработанного комитетами и комиссиями проекта, включившего союзную конституцию и конституции каждого из кантонов, осуществил сам первый консул. 19 февраля 1803 года он вручил текст Акта посредничества (нем. Mediationszeit, фр. Acte de médiation, итал. Atto di Mediazione) Луи д’Аффри, которого назначил ландамманом Швейцарии на первый период.
По акту посредничества страна получила сохранившееся поныне название Швейцарская Конфедерация (лат. Confoederatio Helvetica, нем. Schweizerische Eidgenossenschaft, фр. Confédération suisse, итал. Confederazione Svizzera), её создавали 19 кантонов, которые обязывались содействовать друг другу в случае внешней или внутренней опасности, не имели права воевать друг с другом, а также заключать договоры между собой или с другими государствами. Высшим федеральным органом был Тагзатцунг, который собирался поочередно во Фрибуре, Берне, Золотурне, Базеле, Цюрихе либо Люцерне. На нём председательствовал ландамманн Швейцарии (нем. Landammann der Schweiz, фр. Landammann de la Suisse, итал. Landamano della Svizzera), являющийся главой государства на один календарный год и избираемый принимающим татзатцунг кантоном.
После битвы при Лейпциге (16—19 октября 1813 года) тагзатцунг решил соблюдать нейтралитет, однако 21 декабря войска Шестой коалиции вступили в страну для прохода во Францию; при их продвижении 29 декабря 1813 года представители 10 старых кантонов заявили в Цюрихе об отмене Акта посредничества и восстановлении традиционных взаимоотношений. После провозглашения отказа от восстановления прежнего подчинения земель большинство новых кантонов присоединились к союзу, но в Берне, Фрибуре, Золотурне и Люцерне вспыхнули восстания сторонников полного восстановления Союза 13 кантонов, организовавших в Люцерне собственный съезд. В марте конфликт грозил перерасти в гражданскую войну; только угроза военного вмешательства союзников по коалиции вынудила 6 апреля 1814 года люцернскую оппозицию присоединится к цюрихской федеральной ассоциации, образовав «Долгий тагзатцунг» (нем. Lange Tagsatzung), который к 7 сентября 1814 года выработал новый Союзный договор. Подписанной 20 марта 1815 года в ходе Венского конгресса декларацией был признан вечный нейтралитет Швейцарии, гарантирована неприкосновенность её границ, в союз были включены Вале, Женева и Нёвшатель. С вступлением союзного договора в силу 7 августа 1815 года период посредничества был окончательно завершён.
| Портрет       | Имя (годы жизни) | Полномочия    | Полномочия      | Пр.           |
| Портрет       | Имя (годы жизни) | Начало        | Окончание       | Пр.           |
| ------------- | --- | ------------- | --------------- | ------------- |
|               | Луи-Огюст-Филипп Фредерик Франсуа д’Аффри (1743—1810) нем. и фр. Louis Auguste Philippe Frédéric François d’Affry итал. Louis-Auguste-Philippe Frédéric François d’Affry | 10 марта 1803 | 31 декабря 1803 | [ 63 ] [ 64 ] |
|               | Никлаус Рудольф фон Ваттенвиль (1760—1832) нем. и фр. Niklaus Rudolf von Wattenwyl итал. Nikolaus Rudolf von Wattenwyl                                                   | 1 января 1804 | 31 декабря 1804 | [ 65 ] [ 66 ] |
|               | Петер Йозеф Иоганн Антон фон Глуц-Рюхти (1754—1835) нем. , фр. и итал. Peter Joseph Johann Anton von Glutz-Rüchti                                                        | 1 января 1805 | 31 декабря 1805 | [ 67 ] [ 68 ] |
|               | Андреас Мериан-Иселин (1742—1811) нем. , фр. и итал. Andreas Merian-Iselin                                                                                               | 1 января 1806 | 31 декабря 1806 | [ 69 ] [ 70 ] |
|               | Ханс фон Рейнхард (1755—1835) нем. , фр. и итал. Hans von Reinhard | 1 января 1807 | 31 декабря 1807 | [ 71 ] [ 72 ] |
|               | Георг Винценц Йост Людвиг Рюттиманн (1769—1844) нем. , фр. и итал. Georg Vinzenz Jost Ludwig Rüttimann                                                                   | 1 января 1808 | 31 декабря 1808 | [ 48 ] [ 49 ] |
|               | Луи-Огюст-Филипп Фредерик Франсуа д’Аффри (1743—1810) нем. и фр. Louis Auguste Philippe Frédéric François d’Affry итал. Louis-Auguste-Philippe Frédéric François d’Affry | 1 января 1809 | 31 декабря 1809 | [ 63 ] [ 64 ] |
|               | Никлаус Рудольф фон Ваттенвиль (1760—1832) нем. и фр. Niklaus Rudolf von Wattenwyl итал. Nikolaus Rudolf von Wattenwyl                                                   | 1 января 1810 | 31 декабря 1810 | [ 65 ] [ 66 ] |
|               | Генрих Даниэль Бальтазар Йозеф Гримм фон Вартенфельс (1754—1821) нем. , фр. и итал. Heinrich Daniel Balthasar Josef Grimm von Wartenfels                                 | 1 января 1811 | 31 декабря 1811 | [ 73 ] [ 74 ] |
|               | Петер Буркхардт-Форкарт (1742—1817) нем. , фр. и итал. Peter Burckhardt-Forcart                                                                                          | 1 января 1812 | 31 декабря 1812 | [ 75 ] [ 76 ] |
|               | Ханс фон Рейнхард (1755—1835) нем. , фр. и итал. Hans von Reinhard | 1 января 1813 | 31 декабря 1813 | [ 71 ] [ 72 ] |
| 1 января 1814 | Ханс фон Рейнхард (1755—1835) нем. , фр. и итал. Hans von Reinhard | 6 апреля 1814 |                 | [ 71 ] [ 72 ] |

## Реставрация в Швейцарии (1814—1848)

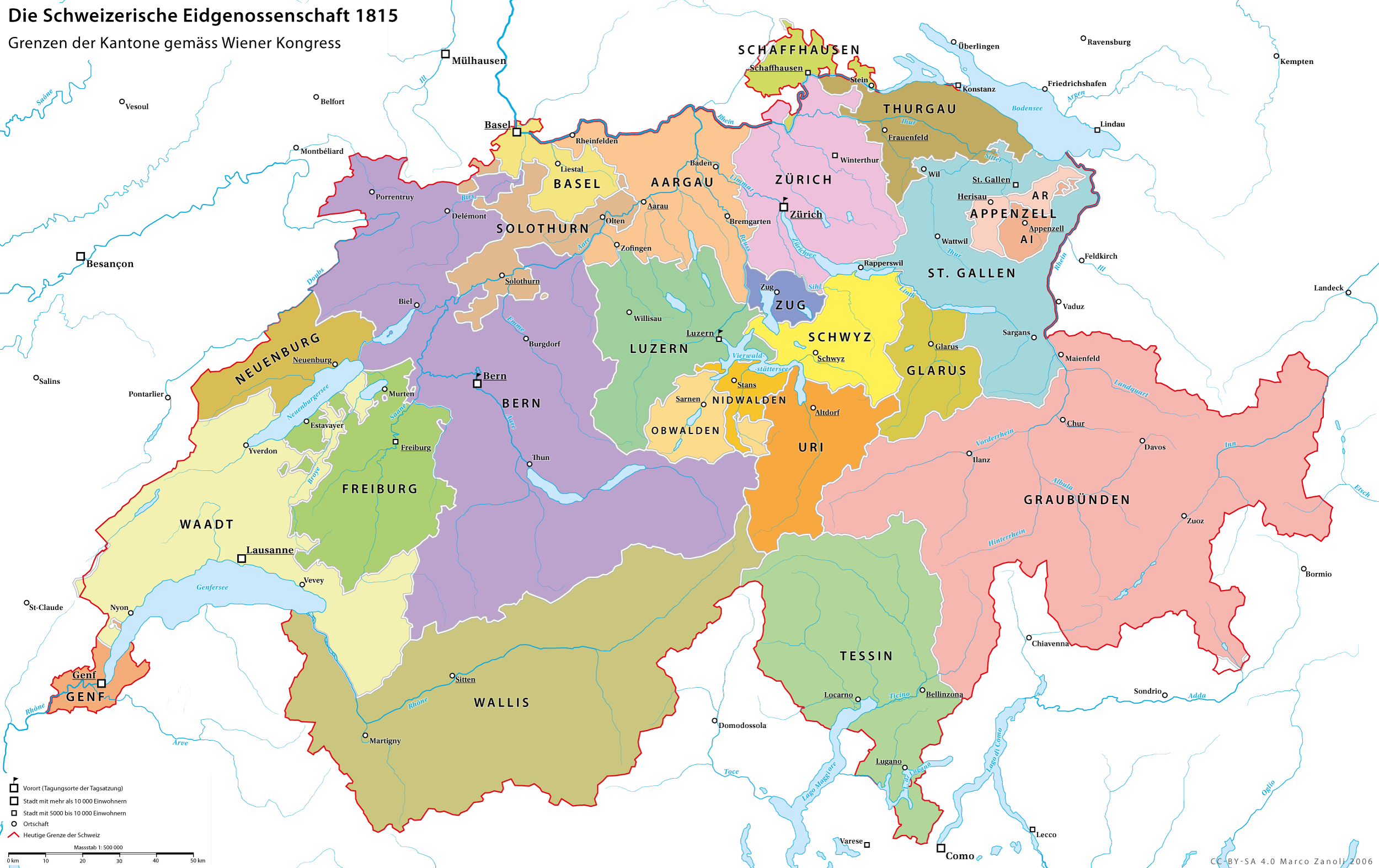
Карта кантонов по Союзному договору

Реставрация в Швейцарии, являющаяся частью общеевропейского восстановления политических форм, предшествовавших Наполеоновским войнам, началась с работы в Цюрихе 6 апреля 1814 года «Долгого тагзатцунга» (нем. Lange Tagsatzung) (съезда представителей всех кантонов), выработавшего к 7 сентября 1814 года новый Союзный договор, который вступил в силу 7 августа 1815 года после одобрения на Венском конгрессеВ части государственного устройства этот режим существовал до принятия федеральной конституции 1848 года, однако после 1830 года принято выделять период либеральных изменений, когда отдельные кантоны проводили конституционные реформы и заключали между собой малые союзы — Конкордат семи, Сарненскую лигу, Зондербунд (создание которого привело к военным действиям противников).
Союзный договор закрепил равенство кантонов, единственным федеральным органом власти становился тагзатцунг (нем. Tagsatzung, фр. Diète, итал. Dieta), который собирался поочерёдно в первенствующих кантонах (форортах) — Цюрихе, Берне и Люцерне. Участвующие в нём представители были связаны указаниями представляемых кантональных властей. Высшее должностное лицо союза — председатель тагзатцунга (нем. Präsident der Tagsatzung, фр. Président de la Diète, итал. Presidente della Dieta), избираемый на календарный год, в действительности обладал полномочиями только в период очередной сессии тагзатцунга (даты начала и завершения сессий показаны отдельно), между которыми делами заведовал глава принимающего форорта. Единственной компетенцией федерального правительства являлась общая политика безопасности. Территориальные конфликты между кантонами должны были разрешаться третейским судом Венского конгресса. Последнее заседание тагзатцунга, после которого он был прерван на неопределённый срок, состоялось 22 сентября 1848 года.
Курсивом показаны даты открытия и завершения сессий тагзатцунга. Курсивом на сером цвете показан период временного замещения председателя тагзатцунга другим лицом.
| Портрет         | Имя (годы жизни) | Полномочия       | Полномочия       | Период сессии тагзатцунга | Период сессии тагзатцунга | Пр.             |
| Портрет         | Имя (годы жизни) | Начало           | Окончание        | Открытие                  | Завершение                | Пр.             |
| --------------- | --- | ---------------- | ---------------- | ------------------------- | ------------------------- | --------------- |
|                 | Ханс фон Рейнхард (1755—1835) нем. , фр. и итал. Hans von Reinhard                                                     | 6 апреля 1814    | 22 сентября 1814 | 6 апреля 1814             | 22 сентября 1814          | [ 71 ] [ 72 ]   |
|                 | Ханс Конрад Эшер (1743—1814) нем. , фр. и итал. Hans Conrad Escher                                                     | 22 сентября 1814 | 12 декабря 1814  | 22 сентября 1814          | 12 декабря 1814           | [ 84 ] [ 85 ]   |
|                 | Ханс Конрад Финслер (1765—1839) нем. , фр. и итал. Hans Conrad Finsler                                                 | 12 декабря 1814  | 14 декабря 1814  | 12 декабря 1814           | 14 декабря 1814           | [ 36 ] [ 37 ]   |
|                 | Давид фон Висс (1763—1839) нем. , фр. и итал. David von Wyss                                                           | 16 декабря 1814  | 21 декабря 1814  | 16 декабря 1814           | 31 августа 1815           | [ 86 ] [ 87 ]   |
| 21 декабря 1814 | Давид фон Висс (1763—1839) нем. , фр. и итал. David von Wyss                                                           | 31 декабря 1815  |                  | 16 декабря 1814           | 31 августа 1815           | [ 86 ] [ 87 ]   |
|                 | Ханс фон Рейнхард (1755—1835) нем. , фр. и итал. Hans von Reinhard                                                     | 1 января 1816    | 31 декабря 1816  | 1 июля 1816               | 7 сентября 1816           | [ 71 ] [ 72 ]   |
|                 | Никлаус Рудольф фон Ваттенвиль (1760—1832) нем. и фр. Niklaus Rudolf von Wattenwyl итал. Nikolaus Rudolf von Wattenwyl | 1 января 1817    | 31 декабря 1817  | 7 июля 1817               | 5 сентября 1817           | [ 65 ] [ 66 ]   |
|                 | Никлаус Фридрих фон Мюлинен (1760—1833) нем. и фр. Niklaus Friedrich von Mülinen итал. Nikolaus Friedrich von Mülinen  | 1 января 1818    | 31 декабря 1818  | 6 июля 1818               | 2 сентября 1818           | [ 88 ] [ 89 ]   |
|                 | Йозеф Карл Ксавер Леопольд Леодегар Амрин (1777—1848) нем. , фр. и итал. Josef Karl Xaver Leopold Leodegar Amrhyn      | 1 января 1819    | 31 декабря 1819  | 5 июля 1819               | 6 сентября 1819           | [ 90 ]          |
|                 | Георг Винценц Йост Людвиг Рюттиманн (1769—1844) нем. , фр. и итал. Georg Vinzenz Jost Ludwig Rüttimann                 | 1 января 1820    | 31 декабря 1820  | 3 июля 1820               | 28 августа 1820           | [ 48 ] [ 49 ]   |
|                 | Давид фон Висс (1763—1839) нем. , фр. и итал. David von Wyss                                                           | 1 января 1821    | 31 декабря 1821  | 2 июля 1821               | 17 августа 1821           | [ 86 ] [ 87 ]   |
|                 | Ханс фон Рейнхард (1755—1835) нем. , фр. и итал. Hans von Reinhard                                                     | 1 января 1822    | 31 декабря 1822  | 1 июля 1822               | 31 августа 1822           | [ 71 ] [ 72 ]   |
|                 | Никлаус Рудольф фон Ваттенвиль (1760—1832) нем. и фр. Niklaus Rudolf von Wattenwyl итал. Nikolaus Rudolf von Wattenwyl | 1 января 1823    | 31 декабря 1823  | 7 июля 1823               | 16 августа 1823           | [ 65 ] [ 66 ]   |
|                 | Никлаус Фридрих фон Мюлинен (1760—1833) нем. и фр. Niklaus Friedrich von Mülinen итал. Nikolaus Friedrich von Mülinen  | 1 января 1824    | 31 декабря 1824  | 5 июля 1824               | 10 августа 1824           | [ 88 ] [ 89 ]   |
|                 | Йозеф Карл Ксавер Леопольд Леодегар Амрин (1777—1848) нем. , фр. и итал. Josef Karl Xaver Leopold Leodegar Amrhyn      | 1 января 1825    | 31 декабря 1825  | 1 июля 1825               | 12 августа 1825           | [ 90 ]          |
|                 | Георг Винценц Йост Людвиг Рюттиманн (1769—1844) нем. , фр. и итал. Georg Vinzenz Jost Ludwig Rüttimann                 | 1 января 1826    | 31 декабря 1826  | 3 июля 1826               | 18 августа 1826           | [ 48 ] [ 49 ]   |
|                 | Давид фон Висс (1763—1839) нем. , фр. и итал. David von Wyss                                                           | 1 января 1827    | 31 декабря 1827  | 2 июля 1827               | 16 августа 1827           | [ 86 ] [ 87 ]   |
|                 | Ханс фон Рейнхард (1755—1835) нем. , фр. и итал. Hans von Reinhard                                                     | 1 января 1828    | 31 декабря 1828  | 7 июля 1828               | 22 августа 1828           | [ 71 ] [ 72 ]   |
|                 | Никлаус Рудольф фон Ваттенвиль (1760—1832) нем. и фр. Niklaus Rudolf von Wattenwyl итал. Nikolaus Rudolf von Wattenwyl | 1 января 1829    | 31 декабря 1829  | 6 июля 1829               | 17 августа 1829           | [ 65 ] [ 66 ]   |
|                 | Эмануэль Фридрих фон Фишер (1786—1870) нем. , фр. и итал. Emanuel Friedrich von Fischer                                | 1 января 1830    | 31 декабря 1830  | 23 декабря 1830           | 30 декабря 1830           | [ 91 ] [ 92 ]   |
| 5 июля 1830     | Эмануэль Фридрих фон Фишер (1786—1870) нем. , фр. и итал. Emanuel Friedrich von Fischer                                | 1 января 1830    | 31 декабря 1830  | 7 августа 1830            |                           | [ 91 ] [ 92 ]   |
|                 | Йозеф Карл Ксавер Леопольд Леодегар Амрин (1777—1848) нем. , фр. и итал. Josef Karl Xaver Leopold Leodegar Amrhyn      | 1 января 1831    | 31 декабря 1831  | 5 января 1831             | 7 мая 1831                | [ 90 ]          |
| 4 июля 1831     | Йозеф Карл Ксавер Леопольд Леодегар Амрин (1777—1848) нем. , фр. и итал. Josef Karl Xaver Leopold Leodegar Amrhyn      | 1 января 1831    | 31 декабря 1831  | 27 декабря 1831           |                           | [ 90 ]          |
|                 | Эдуард Пфиффер фон Альтисхофен (1782—1834) нем. , фр. и итал. Eduard Pfyffer von Altishofen                            | 1 января 1832    | 31 декабря 1832  | 12 марта 1832             | 30 марта 1832             | [ 93 ] [ 94 ]   |
| 9 мая 1832      | Эдуард Пфиффер фон Альтисхофен (1782—1834) нем. , фр. и итал. Eduard Pfyffer von Altishofen                            | 1 января 1832    | 31 декабря 1832  | 16 июня 1832              |                           | [ 93 ] [ 94 ]   |
| 2 июля 1832     | Эдуард Пфиффер фон Альтисхофен (1782—1834) нем. , фр. и итал. Eduard Pfyffer von Altishofen                            | 1 января 1832    | 31 декабря 1832  | 9 октября 1832            |                           | [ 93 ] [ 94 ]   |
|                 | Иоганн Якоб Гесс (1791—1857) нем. , фр. и итал. Johann Jakob Hess                                                      | 1 января 1833    | 31 декабря 1833  | 11 марта 1833             | 15 мая 1833               | [ 95 ] [ 96 ]   |
| 1 июля 1833     | Иоганн Якоб Гесс (1791—1857) нем. , фр. и итал. Johann Jakob Hess                                                      | 1 января 1833    | 31 декабря 1833  | 16 октября 1833           |                           | [ 95 ] [ 96 ]   |
|                 | Конрад Мельхиор Хирзель (1793—1843) нем. и фр. Conrad Melchior Hirzel итал. Konrad Melchior Hirzel                     | 1 января 1834    | 31 декабря 1834  | 7 июля 1834               | 6 сентября 1834           | [ 97 ] [ 98 ]   |
|                 | Франц Карл фон Тавель (1801—1865) нем. , фр. и итал. Franz Karl von Tavel                                              | 1 января 1835    | 31 декабря 1835  | 6 июля 1835               | 29 августа 1835           | [ 99 ] [ 100 ]  |
|                 | Карл Фридрих фон Чарнер (1772—1844) нем. , фр. и итал. Karl Friedrich von Tscharner                                    | 1 января 1836    | 31 декабря 1836  | 4 июля 1836               | 10 августа 1836           | [ 101 ] [ 102 ] |
| 17 октября 1836 | Карл Фридрих фон Чарнер (1772—1844) нем. , фр. и итал. Karl Friedrich von Tscharner                                    | 1 января 1836    | 31 декабря 1836  | 7 ноября 1836             |                           | [ 101 ] [ 102 ] |
|                 | Йозеф Карл Ксавер Леопольд Леодегар Амрин (1777—1848) нем. , фр. и итал. Josef Karl Xaver Leopold Leodegar Amrhyn      | 1 января 1837    | 31 декабря 1837  | 3 июля 1837               | 28 сентября 1837          | [ 90 ]          |
|                 | Георг Якоб Копп (1786—1859) нем. , фр. и итал. Georg Jakob Kopp                                                        | 1 января 1838    | 31 декабря 1838  | 2 июля 1838               | 16 октября 1838           | [ 103 ]         |
|                 | Иоганн Якоб Гесс (1791—1857) нем. , фр. и итал. Johann Jakob Hess                                                      | 1 января 1839    | 31 декабря 1839  | 1 июля 1839               | 28 сентября 1839          | [ 95 ] [ 96 ]   |
|                 | Ханс Конрад фон Муральт (1779—1869) нем. , фр. и итал. Hans Conrad von Muralt                                          | 1 января 1840    | 31 декабря 1840  | 6 июля 1840               | 25 августа 1840           | [ 104 ] [ 105 ] |
|                 | Иоганн Карл Фридрих Нейгауз (1796—1849) нем. , фр. и итал. Johann Karl Friedrich Neuhaus                               | 1 января 1841    | 31 декабря 1841  | 15 марта 1841             | 6 апреля 1841             | [ 106 ] [ 107 ] |
| 5 июля 1841     | Иоганн Карл Фридрих Нейгауз (1796—1849) нем. , фр. и итал. Johann Karl Friedrich Neuhaus                               | 1 января 1841    | 31 декабря 1841  | 3 ноября 1841             |                           | [ 106 ] [ 107 ] |
|                 | Карл Фридрих фон Чарнер (1772—1844) нем. , фр. и итал. Karl Friedrich von Tscharner                                    | 1 января 1842    | 31 декабря 1842  | 4 июля 1842               | 27 августа 1842           | [ 101 ] [ 102 ] |
|                 | Рудольф Рюттиманн (1795—1873) нем. , фр. и итал. Rudolf Rüttimann                                                      | 1 января 1843    | 31 декабря 1843  | 3 июля 1843               | 1 сентября 1843           | [ 108 ]         |
|                 | Константин Зигварт-Мюллер (1801—1869) нем. , фр. и итал. Constantin Siegwart-Müller                                    | 1 января 1844    | 31 декабря 1844  | 25 июня 1844              | 28 июня 1844              | [ 109 ] [ 110 ] |
| 1 июля 1844     | Константин Зигварт-Мюллер (1801—1869) нем. , фр. и итал. Constantin Siegwart-Müller                                    | 1 января 1844    | 31 декабря 1844  | 24 августа 1844           |                           | [ 109 ] [ 110 ] |
|                 | Иоганн Генрих Эммануэль Муссон (1803—1869) нем. , фр. и итал. Johann Heinrich Emanuel Mousson                          | 1 января 1845    | 3 апреля 1845    | 24 февраля 1845           | 3 апреля 1845             | [ 111 ] [ 112 ] |
|                 | Йонас Фуррер (1805—1861) нем. , фр. и итал. Jonas Furrer                                                               | 3 апреля 1845    | 31 декабря 1845  | 5 апреля 1845             | 22 апреля 1845            | [ 113 ] [ 114 ] |
| 7 июля 1845     | Йонас Фуррер (1805—1861) нем. , фр. и итал. Jonas Furrer                                                               | 3 апреля 1845    | 31 декабря 1845  | 22 августа 1845           |                           | [ 113 ] [ 114 ] |
|                 | Иоганн Ульрих Цендер (1798—1877) нем. , фр. и итал. Johann Ulrich Zehnder                                              | 1 января 1846    | 31 декабря 1846  | 6 июля 1846               | 12 сентября 1846          | [ 115 ] [ 116 ] |
|                 | Александр Людвиг Функ (1806—1871) нем. , фр. и итал. Alexander Ludwig Funk                                             | 1 января 1847    | 28 мая 1847      | [ комм. 25 ]              | [ комм. 25 ]              | [ 117 ]         |
|                 | Иоганн Ульрих Оксенбайн (1811—1890) нем. , фр. и итал. Johann Ulrich Ochsenbein                                        | 28 мая 1847      | 31 мая 1848      | 5 июля 1847               | 31 мая 1848               | [ 118 ] [ 119 ] |
|                 | Иоганн Рудольф Шнайдер (1804—1880) нем. , фр. и итал. Johann Rudolf Schneider                                          | [ комм. 27 ]     | [ комм. 27 ]     | 5 ноября 1847             | 2 декабря 1847            | [ 120 ] [ 121 ] |
|                 | Александр Людвиг Функ (1806—1871) нем. , фр. и итал. Alexander Ludwig Funk                                             | 31 мая 1848      | 20 ноября 1848   | 2 июня 1848               | 27 июня 1848              | [ 117 ]         |
| 3 июля 1848     | Александр Людвиг Функ (1806—1871) нем. , фр. и итал. Alexander Ludwig Funk                                             | 31 мая 1848      | 20 ноября 1848   | 22 сентября 1848          |                           | [ 117 ]         |

## Федеральный совет (с 1848)

Современные кантоны Швейцарии

Современное государственное устройство Швейцарской Конфедерации восходит к федеральной конституции 1848 года, которой фактически были установлены федеративные отношения между кантонами с наличием обладающих большими полномочиями центральных органов власти. Подверженность конституционного права страны частому изменению (как путём внесения поправок в действующие тексты конституций, так и путём полного пересмотра, осуществлённого в 1874 году и 1999 году, не влияла на основы государственного устройства Швейцарии.
Коллективным главой государства Швейцарии (нем. die Schweiz, фр. Suisse, итал. Svizzera, романш. Svizra), официально — Швейцарская Конфедерация (лат. Confoederatio Helvetica, нем. Schweizerische Eidgenossenschaft, фр. Confédération suisse, итал. Confederazione Svizzera, романш. Confederaziun svizra), состоящей из 20 кантонов и 6 полукантонов федеративной республики с федеральными властями в Берне является Федеральный совет Швейцарии, состоящий из 7 глав федеральных департаментов. Из числа членов Федерального совета ежегодно выбираются Президент Конфедерации (или федеральный президент, нем. Bundespräsident, фр. Président de la Confédération, итал. Presidente della Confederazione, романш. President da la Confederaziun) и Вице-президент Федерального совета (нем. Vizepräsident des Bundesrats, фр. Vice-président du Conseil fédéral, итал. Vicepresidente del Consiglio federale, романш. Vicepresident da la Cussegl federal). Как правило, вице-президентом становится член Совета, который не занимал эту должность максимально длительный срок. Вице-президент является основным кандидатом на избрание президентом Конфедерации в следующем году.
Президент Конфедерации председательствует на заседаниях Федерального совета (с решающим голосом при равенстве голосов) и выполняет представительские функции, которые в других странах являются прерогативой главы государства, однако остаётся первым среди равных и не имеет власти над остальными шестью членами Совета.
Члены Федерального совета, его президенты и вице-президенты показаны в отдельных списках.